# Antonne-et-Trigonant
Antonne-et-Trigonant est une commune française située dans le département de la Dordogne, en région Nouvelle-Aquitaine.

## Géographie

### Généralités

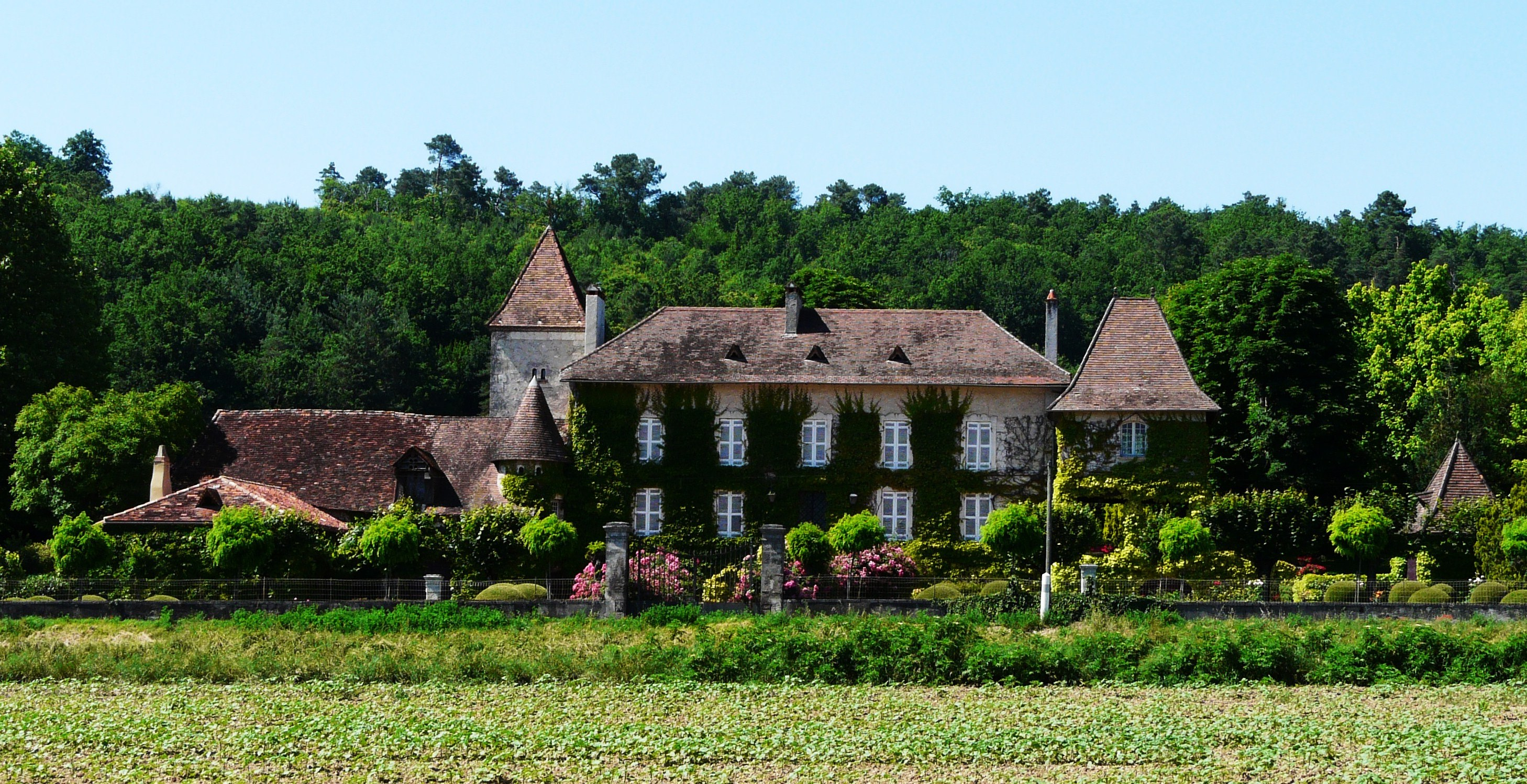
Maison ancienne au Bas Trigonant.

En Périgord central, la commune d'Antonne-et-Trigonant est bordée au sud-est et au sud par l'Isle. Au nord, près d'un tiers du territoire communal est occupé par la forêt domaniale de Lanmary. Elle est incluse dans l'aire d'attraction de Périgueux.
Le bourg d'Antonne, établi sur la rive droite de l'Isle et traversé par la route nationale 21, est situé, en distance orthodromique, huit kilomètres à l'est-nord-est de Périgueux.
La commune est également desservie par les routes départementales (RD) 6 et 69. Au nord, elle est limitée par la RD 8 qui la sépare de Cornille et de Sorges et Ligueux en Périgord. Entre Trélissac et Sarliac-sur-l'Isle, un tronçon du sentier de grande randonnée GR 36 parcourt le territoire communal.

### Communes limitrophes
Antonne-et-Trigonant est limitrophe de six autres communes.
| Cornille  | Sorges et Ligueux en Périgord |                    |
| Trélissac | Antonne-et-Trigonant          | Sarliac-sur-l'Isle |
|           | Bassillac et Auberoche        | Escoire            |

### Géologie et relief

#### Géologie
Situé sur la plaque nord du Bassin aquitain et bordé à son extrémité nord-est par une frange du Massif central, le département de la Dordogne présente une grande diversité géologique. Les terrains sont disposés en profondeur en strates régulières, témoins d'une sédimentation sur cette ancienne plate-forme marine. Le département peut ainsi être découpé sur le plan géologique en quatre gradins différenciés selon leur âge géologique. Antonne-et-Trigonant est située dans le troisième gradin à partir du nord-est, un plateau formé de calcaires hétérogènes du Crétacé.
Les couches affleurantes sur le territoire communal sont constituées de formations superficielles du Quaternaire et de roches sédimentaires datant pour certaines du Cénozoïque, et pour d'autres du Mésozoïque. La formation la plus ancienne, notée j3a-b, date du Bathonien inférieur à moyen, une alternance de calcaires micritiques gris cryptocristallins avec des argiles parfois ligniteuses ou des marnes noires (fm Ajat). La formation la plus récente, notée CFp, fait partie des formations superficielles de type colluvions indifférenciées de versant, de vallon et plateaux issues d'alluvions, molasses, altérites indifférenciées. Le descriptif de ces couches est détaillé dans la feuille « no 759 - Périgueux (est) » de la carte géologique au 1/50 000 de la France métropolitaine, et sa notice associée.

Carte géologique d'Antonne-et-Trigonant.

#### Relief et paysages
Le département de la Dordogne se présente comme un vaste plateau incliné du nord-est (491 m, à la forêt de Vieillecour dans le Nontronnais, à Saint-Pierre-de-Frugie) au sud-ouest (2 m à Lamothe-Montravel). L'altitude du territoire communal varie quant à elle entre 89 m au sud-ouest là où l'Isle quitte la commune pour servir de limite entre Bassillac et Trélissac, et 217 m au nord-ouest, au lieu-dit Lacombe, en limite de Cornille.
Dans le cadre de la Convention européenne du paysage entrée en vigueur en France le 1er juillet 2006, renforcée par la loi du 8 août 2016 pour la reconquête de la biodiversité, de la nature et des paysages, un atlas des paysages de la Dordogne a été élaboré sous maîtrise d’ouvrage de l’État et publié en octobre 2020. Les paysages du département s'organisent en huit unités paysagères et 14 sous-unités. La commune fait partie du Périgord central, un paysage vallonné, aux horizons limités par de nombreux bois, plus ou moins denses, parsemés de prairies et de petits champs.
La superficie cadastrale de la commune publiée par l'Insee, qui sert de référence dans toutes les statistiques, est de 20,23 km2,,. La superficie géographique, issue de la BD Topo, composante du Référentiel à grande échelle produit par l'IGN, est quant à elle de 21,05 km2.

### Hydrographie

#### Réseau hydrographique
La commune est située dans le bassin de la Dordogne au sein du Bassin Adour-Garonne. Elle est drainée par l'Isle et par divers petits cours d'eau qui constituent un réseau hydrographique de 12,5 km de longueur totale,.
L'Isle, d'une longueur totale de 255,29 km, prend sa source dans la Haute-Vienne dans la commune de Janailhac et se jette dans la Dordogne — dont elle est le principal affluent — en limite de Fronsac et de Libourne, face à Arveyres,. Elle borde la commune de l'est au sud-ouest sur dix kilomètres et demi.

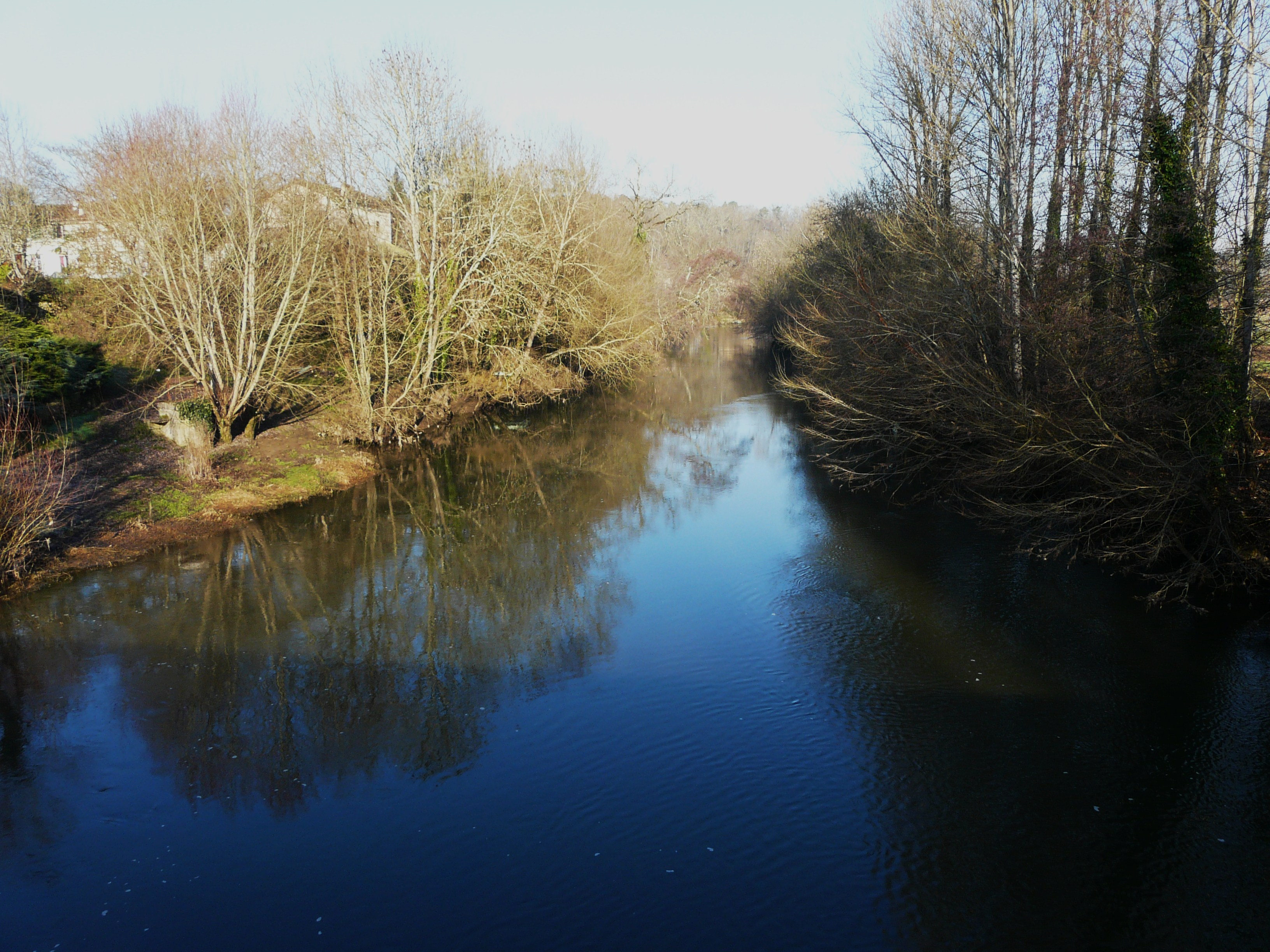
L'Isle à Laurière, entre Antonne-et-Trigonant (à gauche) et Sarliac-sur-l'Isle (à droite).
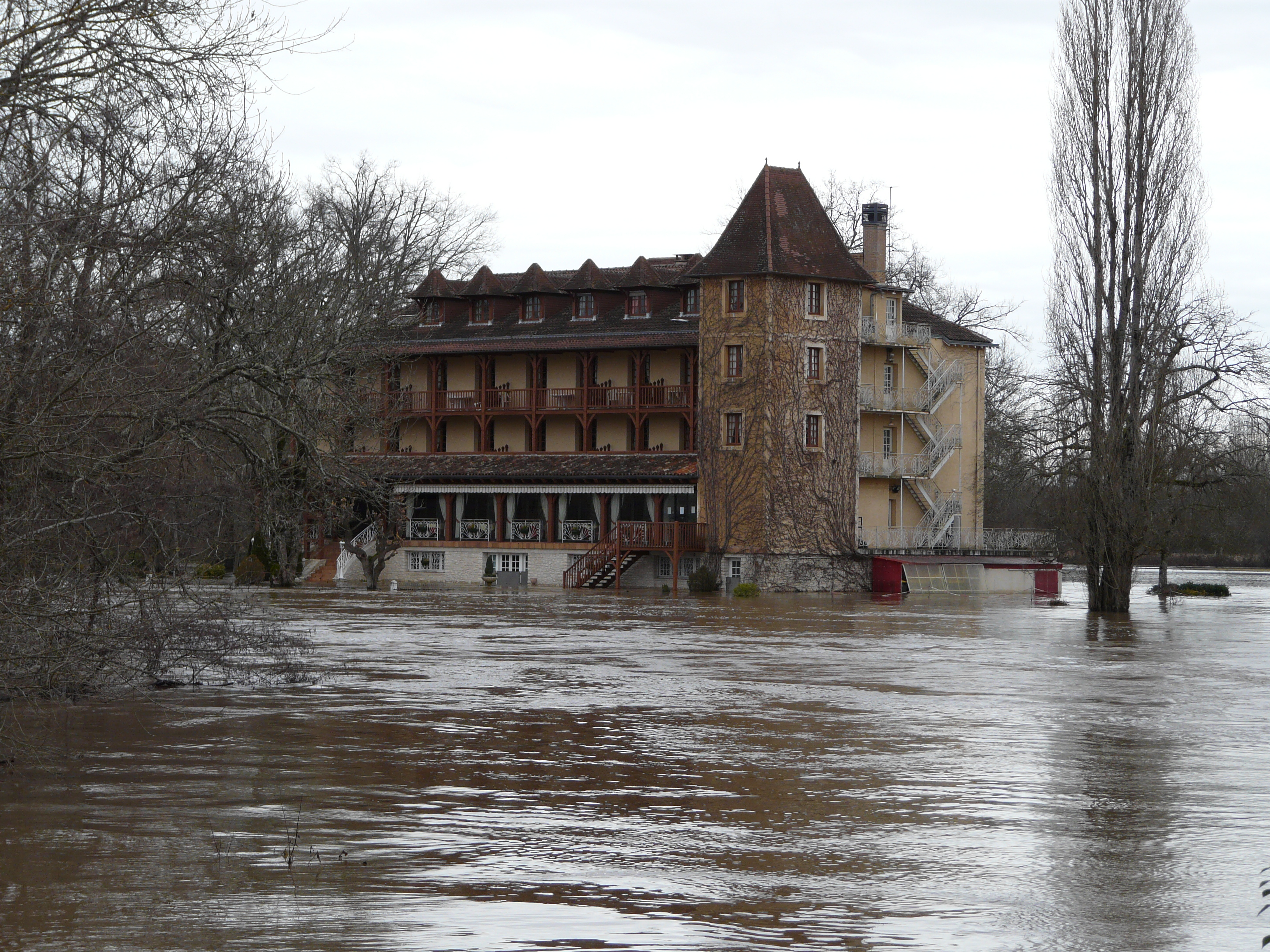
L'hôtel-restaurant L'Écluse le long de l'Isle, à Antonne-et-Trigonant, lors des nondations de janvier 2009.
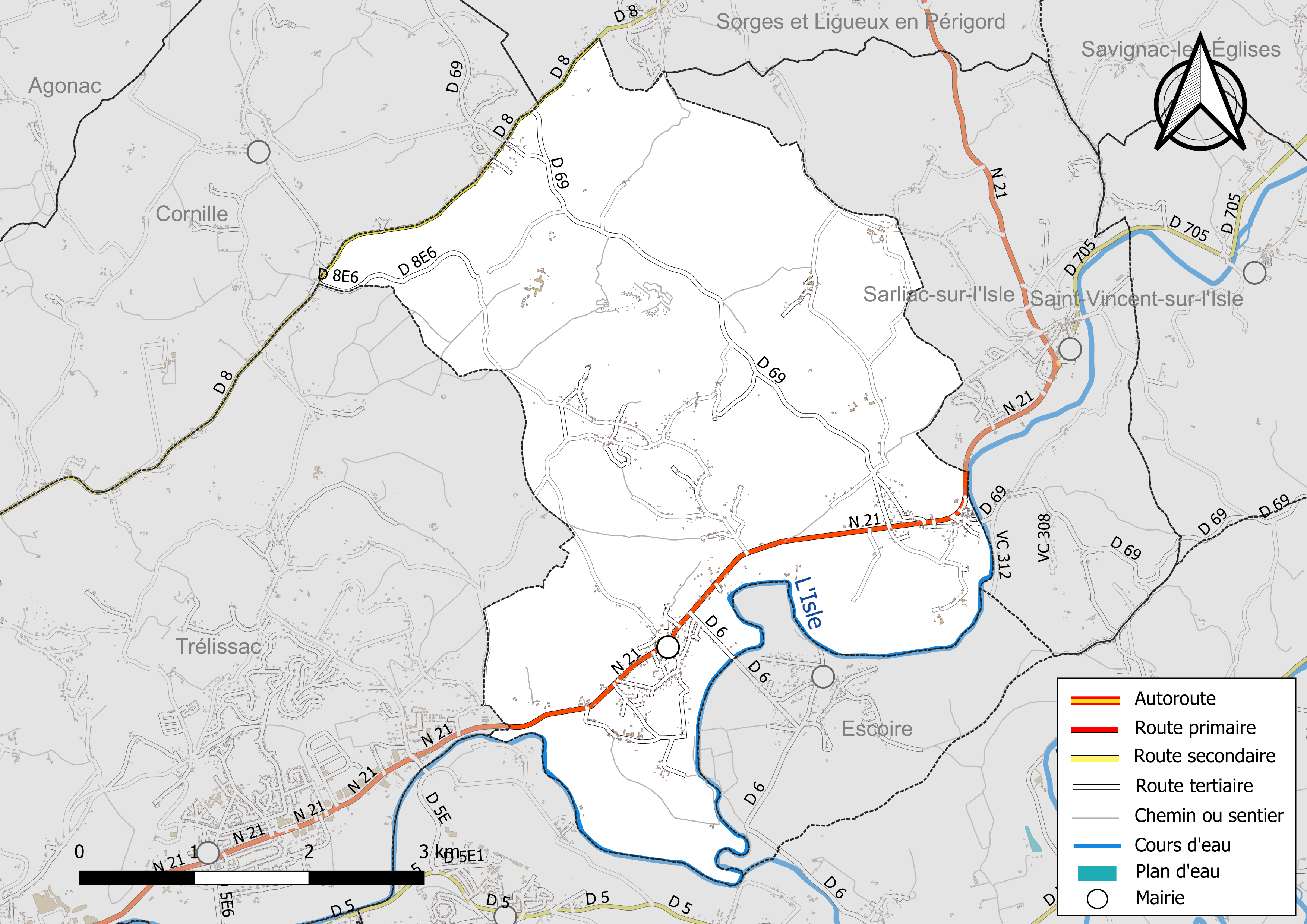
Réseaux hydrographique et routier d'Antonne-et-Trigonant.

#### Gestion et qualité des eaux
Le territoire communal est couvert par le schéma d'aménagement et de gestion des eaux (SAGE) « Isle - Dronne ». Ce document de planification, dont le territoire regroupe les bassins versants de l'Isle et de la Dronne, d'une superficie de 7 500 km2, a été approuvé le 2 août 2021. La structure porteuse de l'élaboration et de la mise en œuvre est l'établissement public territorial de bassin de la Dordogne (EPIDOR). Il définit sur son territoire les objectifs généraux d’utilisation, de mise en valeur et de protection quantitative et qualitative des ressources en eau superficielle et souterraine, en respect des objectifs de qualité définis dans le troisième SDAGE du Bassin Adour-Garonne qui couvre la période 2022-2027, approuvé le 10 mars 2022.
La qualité des eaux de baignade et des cours d’eau peut être consultée sur un site dédié géré par les agences de l’eau et l’Agence française pour la biodiversité.

### Climat
Pour des articles plus généraux, voir Climat de la Nouvelle-Aquitaine et Climat de la Dordogne.
En 2010, le climat de la commune est de type climat océanique altéré, selon une étude s'appuyant sur une série de données couvrant la période 1971-2000. En 2020, Météo-France publie une typologie des climats de la France métropolitaine dans laquelle la commune est toujours exposée à un climat océanique altéré et est dans la région climatique Aquitaine, Gascogne, caractérisée par une pluviométrie abondante au printemps, modérée en automne, un faible ensoleillement au printemps, un été chaud (19,5 °C), des vents faibles, des brouillards fréquents en automne et en hiver et des orages fréquents en été (15 à 20 jours).
Pour la période 1971-2000, la température annuelle moyenne est de 12,3 °C, avec une amplitude thermique annuelle de 15 °C. Le cumul annuel moyen de précipitations est de 934 mm, avec 12,7 jours de précipitations en janvier et 7,3 jours en juillet. Pour la période 1991-2020, la température moyenne annuelle observée sur la station météorologique la plus proche, située sur la commune de Bassillac et Auberoche à 7 km à vol d'oiseau, est de 13,1 °C et le cumul annuel moyen de précipitations est de 480,0 mm. Pour l'avenir, les paramètres climatiques de la commune estimés pour 2050 selon différents scénarios d’émission de gaz à effet de serre sont consultables sur un site dédié publié par Météo-France en novembre 2022.

### Milieux naturels et biodiversité

#### Espaces protégés
La protection réglementaire est le mode d’intervention le plus fort pour préserver des espaces naturels remarquables et leur biodiversité associée,.
La commune fait partie du bassin de la Dordogne, un territoire d'une superficie de 24 000 km2 reconnu réserve de biosphère par l'UNESCO en juillet 2012 ; elle se situe principalement dans sa « zone de transition », et partiellement, en vallée de l'Isle, dans sa « zone tampon ».

#### Réseau Natura 2000
Le réseau Natura 2000 est un réseau écologique européen de sites naturels d'intérêt écologique élaboré à partir des directives habitats et oiseaux, constitué de zones spéciales de conservation (ZSC) et de zones de protection spéciale (ZPS).
Aucun site Natura 2000 n'a été défini sur la commune.

#### Zones naturelles d'intérêt écologique, faunistique et floristique

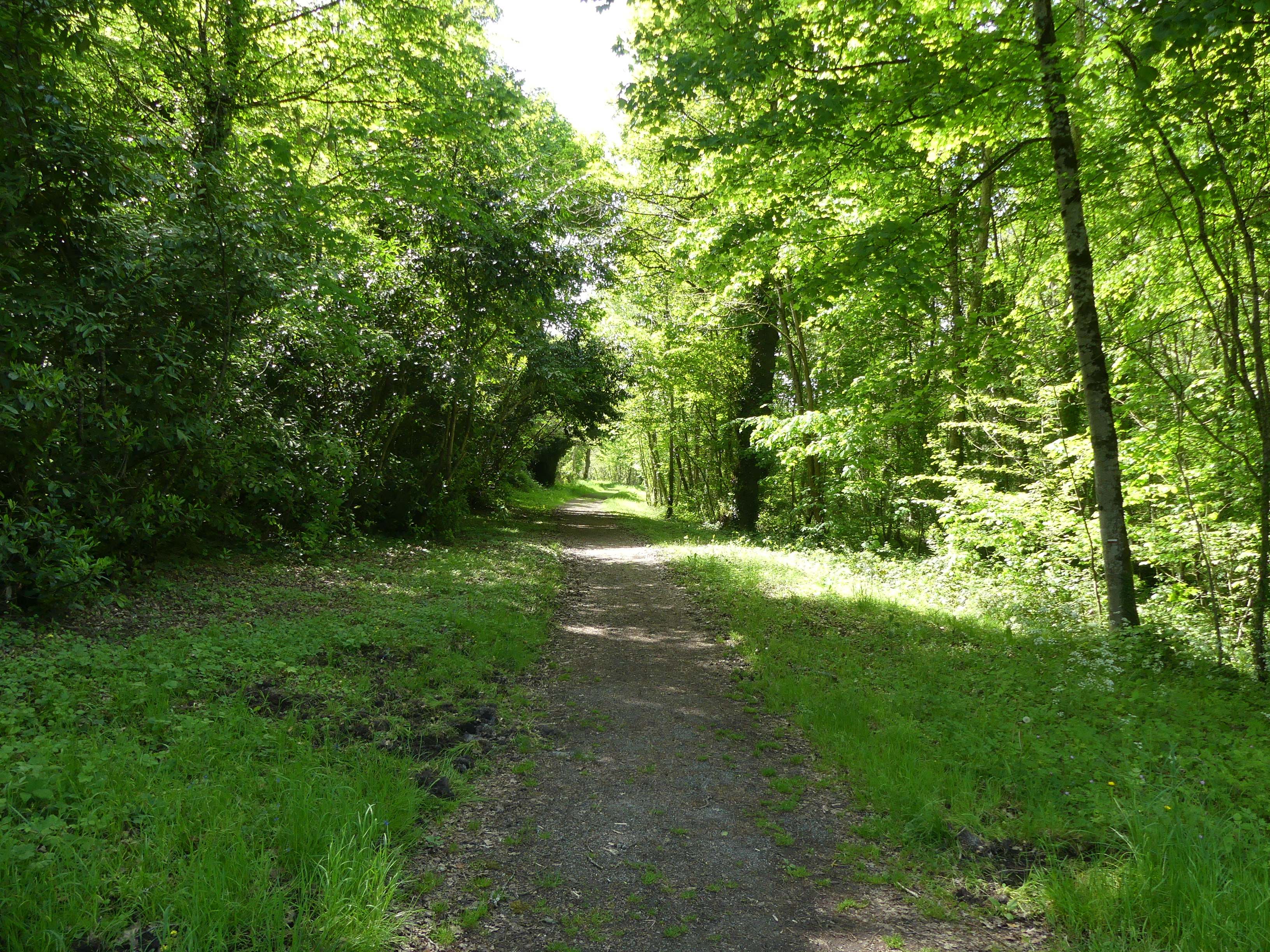
La forêt de Lanmary au sud-ouest du château de Lanmary.

L'inventaire des zones naturelles d'intérêt écologique, faunistique et floristique (ZNIEFF) a pour objectif de réaliser une couverture des zones les plus intéressantes sur le plan écologique, essentiellement dans la perspective d’améliorer la connaissance du patrimoine naturel national et de fournir aux différents décideurs un outil d’aide à la prise en compte de l’environnement dans l’aménagement du territoire.
En 2022, deux ZNIEFF sont recensées sur la commune d'après l'INPN.
Il s'agit de deux ZNIEFF de type 2 :
- le site « forêt domaniale de Lanmary et alentours », qui concerne quatre communes, dont les deux-tiers du territoire communal au nord, au nord-ouest et à l'ouest, est une zone où s'épanouissent nombre d'orchidées terrestres[30] ;
- le site « vallée de l'Isle en amont de Périgueux » est une zone de prairies humides qui concerne cinq communes, depuis Sarliac-sur-l'Isle au nord-est jusqu'à Trélissac au sud-ouest, et notamment à l'est et au sud d'Antonne-et-Trigonant, depuis Laurière jusqu'à Trigonant[31]. L'intérêt majeur de cette ZNIEFF réside dans la présence d'une espèce déterminante de plantes, la Jacinthe des bois (Hyacinthoides non-scripta)[32].

#### Sites remarquables
- Le site de Lanmary au nord et au nord-est, sur près de la moitié de la commune, est un site naturel inscrit depuis 1975[33],[34].
- Les rochers à cupules de Borie-Belet et le coteau du « Roi des Chauzes », sur près de 50 hectares dans une petite zone de la forêt de Lanmary, forment un site naturel classé depuis 1932[35],[36],[37].
- Un Cèdre du Liban, haut de 30 m et vieux d'environ 300 ans, se dresse dans le parc du château de Lanmary[38].

## Urbanisme

### Typologie
Au 1er janvier 2024, Antonne-et-Trigonant est catégorisée commune rurale à habitat dispersé, selon la nouvelle grille communale de densité à 7 niveaux définie par l'Insee en 2022.
Elle est située hors unité urbaine. Par ailleurs la commune fait partie de l'aire d'attraction de Périgueux, dont elle est une commune de la couronne,. Cette aire, qui regroupe 49 communes, est catégorisée dans les aires de 50 000 à moins de 200 000 habitants,.

### Occupation des sols
L'occupation des sols de la commune, telle qu'elle ressort de la base de données européenne d’occupation biophysique des sols Corine Land Cover (CLC), est marquée par l'importance des forêts et milieux semi-naturels (58,1 % en 2018), en augmentation par rapport à 1990 (57,3 %). La répartition détaillée en 2018 est la suivante :
forêts (47,9 %), zones agricoles hétérogènes (23,7 %), milieux à végétation arbustive et/ou herbacée (10,2 %), terres arables (8,3 %), prairies (5,3 %), zones urbanisées (4,6 %). L'évolution de l’occupation des sols de la commune et de ses infrastructures peut être observée sur les différentes représentations cartographiques du territoire : la carte de Cassini (XVIIIe siècle), la carte d'état-major (1820-1866) et les cartes ou photos aériennes de l'IGN pour la période actuelle (1950 à aujourd'hui).

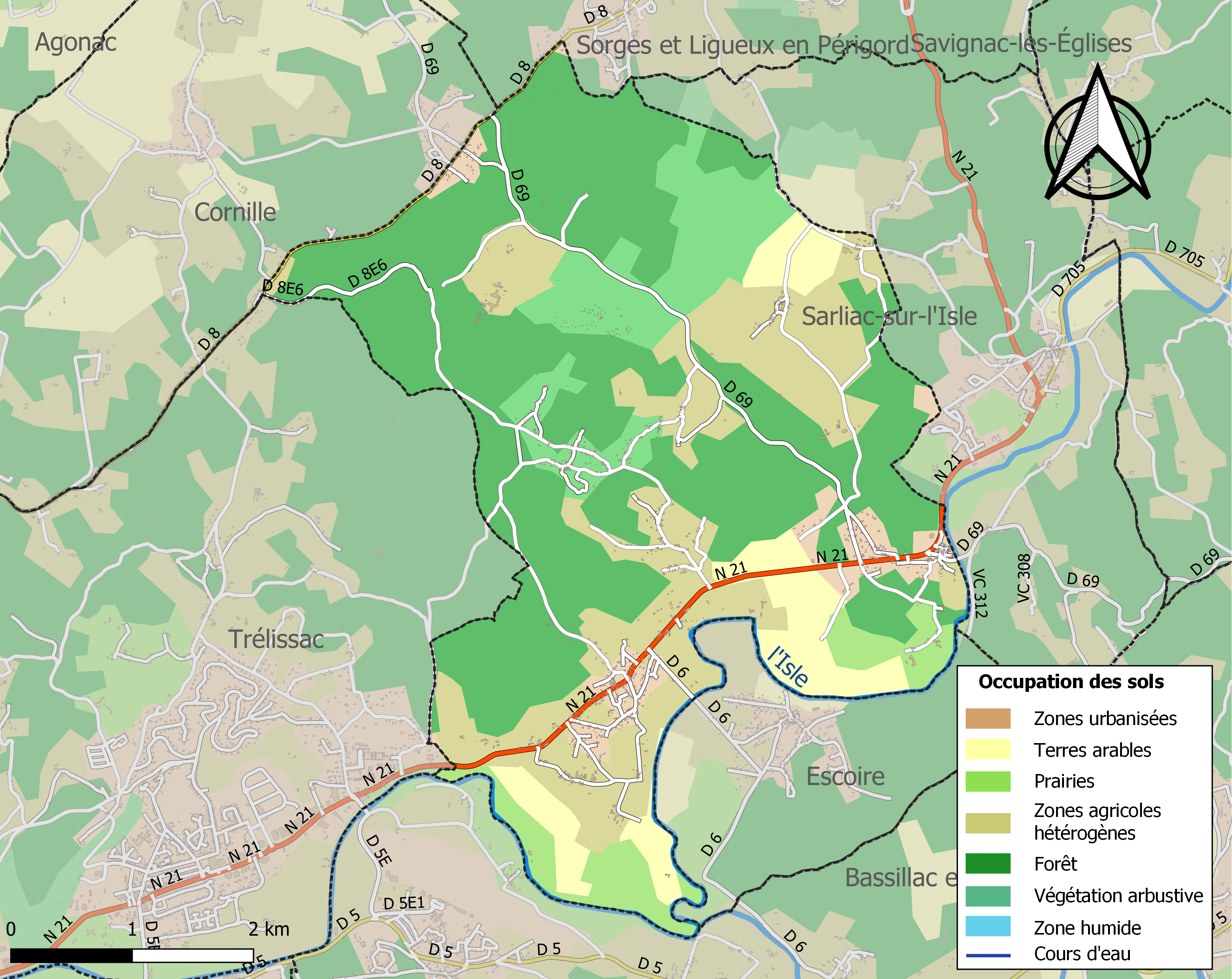
Carte des infrastructures et de l'occupation des sols de la commune en 2018 (CLC).

### Villages, hameaux et lieux-dits
Outre le bourg d'Antonne, le territoire se compose d'autres villages ou hameaux, ainsi que de lieux-dits :
- Bas Trigonant
- les Bégoux
- les Brandes
- la Broussancie
- le Chalard
- Château des Bories
- Château de Lanmary
- Château de Trigonant
- Chauveyrou
- les Chauzes
- la Closerie
- le Coderc
- la Combe
- la Croix du Rat
- les Farges
- la Forêt
- Forêt domaniale de Lanmary
- la Garenne
- les Gaunies
- Haut Trigonant
- l'Hôpital
- les Jamets
- Lacaud
- Laurière
- le Maine
- le Marquisat
- Marsaneix
- le Mater
- le Pey
- la Peyre
- la Pigeassonie
- les Piles
- Ravine
- la Serène
- la Sibaudie
- les Tavernes
- la Tuillère
- les Vergnes
- les Vignes.

Laurière est un hameau de la commune dont les habitants sont appelés les Lauriérois. Son nom occitan est L'Auriéra (du latin aurus = or)[réf. nécessaire].

### Prévention des risques
Le territoire de la commune d'Antonne-et-Trigonant est vulnérable à différents aléas naturels : météorologiques (tempête, orage, neige, grand froid, canicule ou sécheresse), inondations, feux de forêts, mouvements de terrains et séisme (sismicité très faible). Il est également exposé à un risque technologique, le transport de matières dangereuses. Un site publié par le BRGM permet d'évaluer simplement et rapidement les risques d'un bien localisé soit par son adresse soit par le numéro de sa parcelle.

#### Risques naturels
Certaines parties du territoire communal sont susceptibles d’être affectées par le risque d’inondation par débordement de cours d'eau, notamment l'Isle. La commune a été reconnue en état de catastrophe naturelle au titre des dommages causés par les inondations et coulées de boue survenues en 1982, 1993 et 1999,.
Antonne-et-Trigonant est exposée au risque de feu de forêt. L’arrêté préfectoral du 14 mars 2013 fixe les conditions de pratique des incinérations et de brûlage dans un objectif de réduire le risque de départs d’incendie. À ce titre, des périodes sont déterminées : interdiction totale du 15 février au 15 mai et du 15 juin au 15 octobre, utilisation réglementée du 16 mai au 14 juin et du 16 octobre au 14 février. En septembre 2020, un plan inter-départemental de protection des forêts contre les incendies (PidPFCI) a été adopté pour la période 2019-2029,.

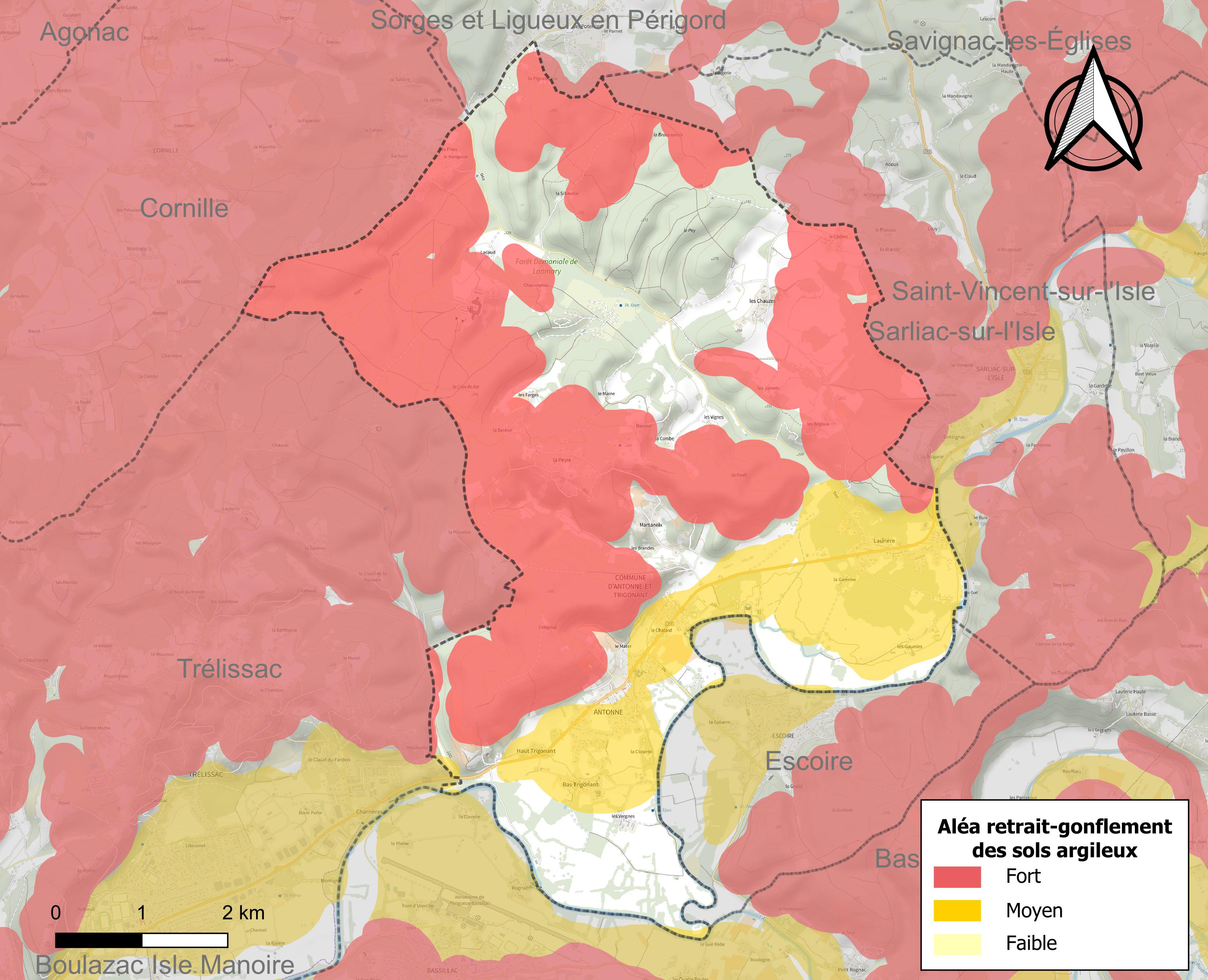
Carte des zones d'aléa retrait-gonflement des sols argileux d'Antonne-et-Trigonant.

Les mouvements de terrains susceptibles de se produire sur la commune sont des tassements différentiels. Le retrait-gonflement des sols argileux est susceptible d'engendrer des dommages importants aux bâtiments en cas d’alternance de périodes de sécheresse et de pluie. 65,8 % de la superficie communale est en aléa moyen ou fort (58,6 % au niveau départemental et 48,5 % au niveau national métropolitain). Depuis le 1er octobre 2020, en application de la loi ÉLAN, différentes contraintes s'imposent aux vendeurs, maîtres d'ouvrages ou constructeurs de biens situés dans une zone classée en aléa moyen ou fort,.
La commune a été reconnue en état de catastrophe naturelle au titre des dommages causés par la sécheresse en 1991, 1992 et 2011 et par des mouvements de terrain en 1999.

## Toponymie
Antonne : Le nom de la localité est attesté sous la forme Antona au XIIIe siècle. Il se réfère à un personnage, soit d'origine gallo-romane : Antoninus, soit gauloise : Antonus, soit encore gallo-romaine : Antonus ou Antonnus.
Trigonant : Le nom de la localité est attesté en latin sous la forme Sanctus Saturninus de Tregonam en 1192, rappelant l'existence, en ces lieux, d'un sanctuaire dédié à saint Saturnin. Ce nom demeure mystérieux : on peut éventuellement y voir une origine pré-indo-européenne, tr correspondant à une hauteur, ou encore latine, tirée de trigonum signifiant triangle. Trigonant pourrait être un toponyme celtique qu'il serait possible de rapprocher de Trégon, en Bretagne, dérivant de Treb (village) et Cun (hauteur).
En occitan, la commune porte le nom d'Antona e Trigonant.

## Histoire

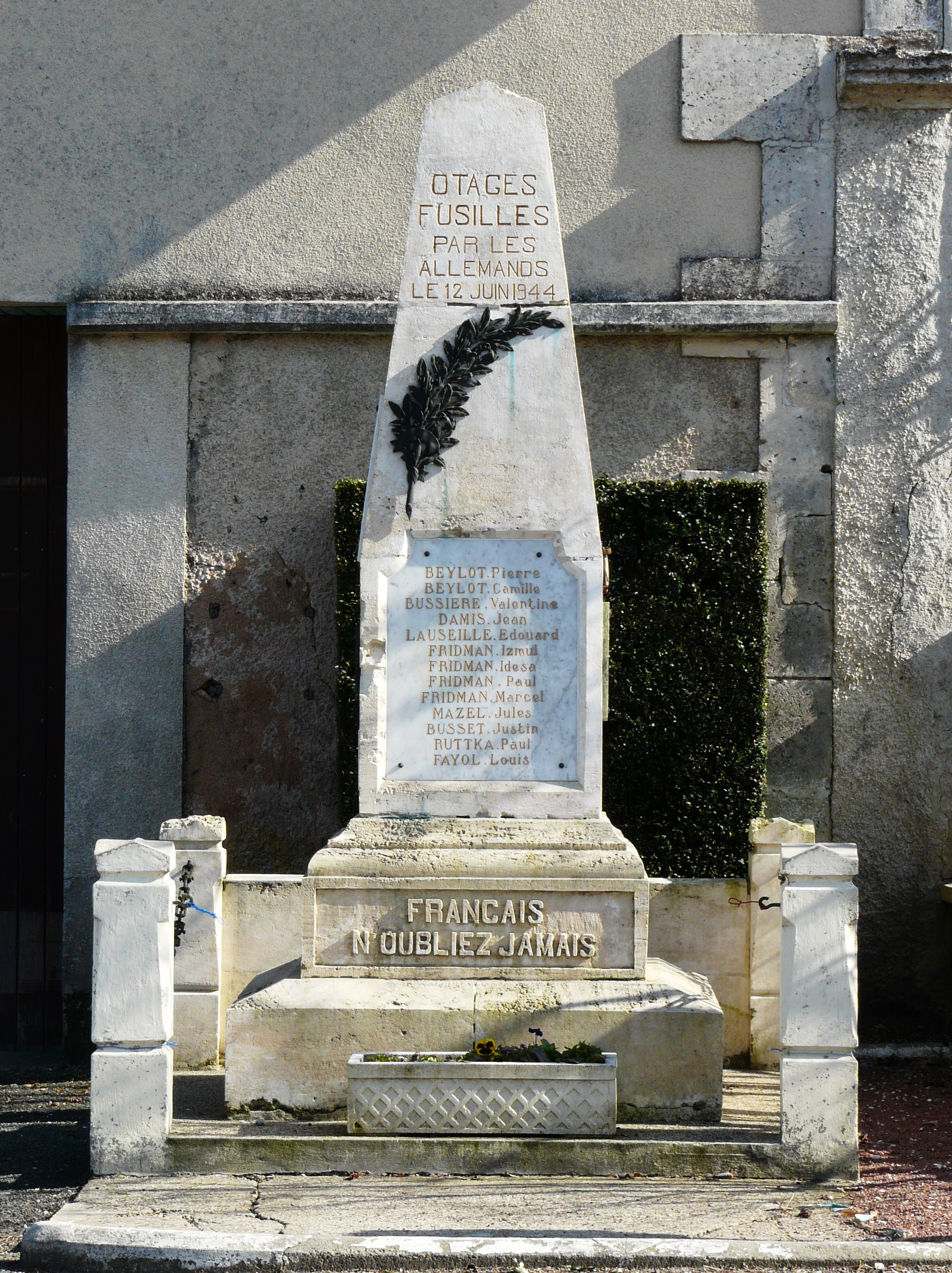
La stèle en mémoire des otages fusillés aux Piles.

La première mention écrite connue de Trigonant se réfère à son église Sanctus Saturninus de Tregonam, en 1192, alors qu'Antonne apparait au XIIIe siècle sous sa forme Antona.
Au XIVe siècle, Antonne et Trigonant (Anthona, Tregonan) étaient deux paroisses distinctes faisant partie de la châtellenie d'Auberoche.
Sur la carte de Cassini représentant la France entre 1756 et 1789, on trouve la graphie Trigonan.
Lors de la création des cantons en 1790, la commune d'Antonne devient chef-lieu de canton. Le canton d'Antonne est supprimé en 1801 par la loi du 8 pluviôse an IX (28 janvier 1801) portant sur la « réduction du nombre de justices de paix », et la commune est rattachée au canton de Savignac-les-Églises.
En 1823, les anciennes communes dAntonne et de Trigonant fusionnent sous le nom d'Antonne-et-Trigonant.
Le 12 juin 1944, treize otages sont fusillés au lieu-dit les Piles (partagé entre Cornille et Antonne-et-Trigonant) à la suite d'un accrochage entre un groupe de résistants et les Allemands.
Dans le contexte de la fin de la guerre d'Algérie, un hameau de forestage fut installé en 1962, à destination d'anciens harkis et de leurs familles, au pied du château de Lanmary ; ce hameau est connu parfois sous le nom de hameau de forestage Chauveyrou.

## Politique et administration

### Rattachements administratifs
Les communes d'Antonne et de Trigonant (appelée dans un premier temps « Trigonau ») ont été rattachées, dès 1790, au canton d'Antonne qui dépendait du district de Perigueux. Les districts sont supprimés en 1795 et le canton d'Antonne en 1800. Les communes sont alors rattachées au canton de Savignac-les-Églises dépendant de l'arrondissement de Périgueux,. Elles fusionnent en 1823.
Dans le cadre de la réforme de 2014 définie par le décret du 21 février 2014, ce canton disparaît aux élections départementales de mars 2015. La commune est alors rattachée au canton de Trélissac.

### Intercommunalité
Le 27 décembre 2002, la commune d'Antonne-et-Trigonant rejoint la communauté d'agglomération périgourdine. Celle-ci disparaît le 31 décembre 2013, remplacée au 1er janvier 2014 par une nouvelle intercommunalité élargie : Le Grand Périgueux.

### Administration municipale
La population de la commune étant comprise entre 500 et 1 499 habitants au recensement de 2017, quinze conseillers municipaux ont été élus en 2020,.

### Listes des maires
Les communes d'Antonne et de Trigonant étaient indépendantes avant de fusionner en 1823.

#### Maires de Trigonant
| Période                                  | Période | Identité     | Étiquette | Qualité |
| ---------------------------------------- | ------- | ------------ | --------- | ------- |
| Les données manquantes sont à compléter. |         |              |           |         |
| 1793                                     | 1823    | Guilhem Roux |           |         |

#### Maires d'Antonne, puis d'Antonne-et-Trigonant
| Période                                  | Période          | Identité                    | Étiquette | Qualité                                                            |
| ---------------------------------------- | ---------------- | --------------------------- | --------- | ------------------------------------------------------------------ |
| Les données manquantes sont à compléter. |                  |                             |           |                                                                    |
| 1793                                     | 1799             | Léonard Bonhomme            |           | Officier public                                                    |
| 1800                                     | septembre 1811   | Léonard Bonhomme            |           | L'officier public devient le premier maire de la commune d'Antonne |
| septembre 1811                           | 1826             | J.B. de Saint Astier        |           | Maire d'Antonne puis maire d'Antonne et Trigonant à partir de 1823 |
| 1827                                     | décembre 1834    | Nadaud                      |           |                                                                    |
| décembre 1834                            | juillet 1836     | Bosredon                    |           |                                                                    |
| juillet 1836                             | 24 décembre 1851 | Bonhomme                    |           |                                                                    |
| 25 Décembre 1851                         | juillet 1864     | Pierre Bosredon             |           |                                                                    |
| juillet 1864                             | 15 décembre 1870 | Nadaud                      |           |                                                                    |
| 15 décembre 1870                         | novembre 1873    | Buisson                     |           |                                                                    |
| janvier 1874                             | janvier 1878     | Eugène Maly                 |           |                                                                    |
| janvier 1878                             | 1888             | Étienne Buisson             |           |                                                                    |
| mai 1888                                 | mai 1925         | Jean Baptiste Jules Brun    |           |                                                                    |
| mai 1925                                 | 1941             | Jean Baptiste François Brun |           |                                                                    |
| 1941                                     | 1944             | François Storelli           |           |                                                                    |
| octobre 1944                             | mai 1945         | Léon Naboulet               |           |                                                                    |
| mai 1945                                 | 1946             | Valentin Landry             |           |                                                                    |
| mai 1946                                 | octobre 1947     | Aubin Favard                |           |                                                                    |
| octobre 1947                             | 1956             | Valentin Landry             |           |                                                                    |
| juillet 1956                             | mars 1959        | Christian de Lary           |           |                                                                    |
| mars 1959                                | mars 1977        | Paul Trarieux               |           |                                                                    |
| mars 1977                                | mars 1983        | Raymond Storelli            |           |                                                                    |
| mars 1983                                | mars 1989        | Robert Boulangé             |           |                                                                    |
| mars 1989                                | mars 2008        | Jean-Claude Roujon          | PS        |                                                                    |
| mars 2008 (réélu en mai 2020)            | En cours         | Daniel Le Mao               | PS        | Éducateur spécialisé                                               |

## Équipements et services publics

### Enseignement
À la rentrée scolaire 2023, les communes d'Antonne-et-Trigonant et d'Escoire font partie d'un regroupement pédagogique intercommunal (RPI). Du cours élémentaire 1re année jusqu'au cours moyen 2e année, les élèves sont scolarisés à Antonne et les classes de maternelle et de cours préparatoire sont assurées à Escoire.

### Justice
Dans le domaine judiciaire, Antonne-et-Trigonant relève :
- du tribunal judiciaire, du tribunal pour enfants, du conseil de prud'hommes et du tribunal de commerce de Périgueux ;
- du pôle Nationalité du tribunal judiciaire de Périgueux (compétent uniquement dans le domaine de la nationalité) ;
- de la cour d'appel, du tribunal administratif et de la cour administrative d'appel de Bordeaux.

## Population et société

### Démographie
Les habitants d"Antonne-et-Trigonant se nomment les Antonnais.
Jusqu'en 1823, les communes d'Antonne et de Trigonant étaient indépendantes.

#### Démographie de Trigonant
| 1793 | 1800 | 1806 | 1821 |
| ---- | ---- | ---- | ---- |
| 118  | 95   | 110  | 126  |

#### Démographie d'Antonne, puis d'Antonne-et-Trigonant
L'évolution du nombre d'habitants est connue à travers les recensements de la population effectués dans la commune depuis 1793. Pour les communes de moins de 10 000 habitants, une enquête de recensement portant sur toute la population est réalisée tous les cinq ans, les populations de référence des années intermédiaires étant quant à elles estimées par interpolation ou extrapolation. Pour la commune, le premier recensement exhaustif entrant dans le cadre du nouveau dispositif a été réalisé en 2007.

En 2022, la commune comptait 1 221 habitants, en évolution de −2,94 % par rapport à 2016 (Dordogne : +0,37 %, France hors Mayotte : +2,11 %).
| 1793 | 1800 | 1806 | 1821 | 1831 | 1836 | 1841 | 1846  | 1851  |
| ---- | ---- | ---- | ---- | ---- | ---- | ---- | ----- | ----- |
| 734  | 413  | 463  | 568  | 903  | 859  | 864  | 1 003 | 1 075 |

| 1856 | 1861 | 1866 | 1872 | 1876 | 1881 | 1886 | 1891 | 1896 |
| ---- | ---- | ---- | ---- | ---- | ---- | ---- | ---- | ---- |
| 964  | 939  | 925  | 918  | 900  | 874  | 888  | 855  | 786  |

| 1901 | 1906 | 1911 | 1921 | 1926 | 1931 | 1936 | 1946 | 1954 |
| ---- | ---- | ---- | ---- | ---- | ---- | ---- | ---- | ---- |
| 761  | 749  | 717  | 596  | 601  | 549  | 806  | 591  | 927  |

| 1962 | 1968 | 1975 | 1982 | 1990  | 1999  | 2006  | 2007  | 2012  |
| ---- | ---- | ---- | ---- | ----- | ----- | ----- | ----- | ----- |
| 750  | 862  | 917  | 961  | 1 050 | 1 079 | 1 186 | 1 200 | 1 225 |

| 2017  | 2022  | - | - | - | - | - | - | - |
| ----- | ----- | - | - | - | - | - | - | - |
| 1 283 | 1 221 | - | - | - | - | - | - | - |

### Sports
Le club de football d'Antonne est créé en 1947 sous le nom d'« Escoire » (du nom de la commune voisine). En 1963 il se nomme « Escoire - Antonne » puis « Antonne - Escoire » en 1967 avec la création d'un terrain de football sur le territoire communal, et « Union sportive Antonne » en 1989. En fusionnant avec le club du Change en 2002, il prend le nom d'« Association sportive Antonne Le Change » (ASSAC).
En 2020, il fusionne avec le Trélissac Football Club, formant le Trélissac Antonne Périgord FC (TAP FC) mais qui garde comme nom d'usage TFC.
Avant la fusion, son effectif se montait à 105 licenciés pour cinq équipes engagées dans les différents championnats.

## Économie

### Emploi
En 2021, parmi la population communale comprise entre 15 et 64 ans, les actifs représentent 568 personnes, soit 45,2 % de la population municipale. Le nombre de chômeurs (42) a diminué par rapport à 2015 (62) et le taux de chômage de cette population active s'établit à 7,5 %.

### Activités hors agriculture

#### Secteurs d'activités
86 établissements marchands non agricoles sont économiquement actifs en 2021 à Antonne-et-Trigonant,.
| Secteur d'activité                                                                                        | Commune | Commune | Département |
| Secteur d'activité                                                                                        | Nombre  | %       | %           |
| --- | ------- | ------- | ----------- |
| Ensemble                                                                                                  | 86      |         |             |
| Industrie manufacturière, industries extractives et autres                                                | 8       | 9,3 %   | (8,4 %)     |
| Construction                                                                                              | 16      | 18,6 %  | (13,4 %)    |
| Commerce de gros et de détail, transports, hébergement et restauration                                    | 22      | 25,6 %  | (28,2 %)    |
| Information et communication                                                                              | 0       | 0,0 %   | (1,8 %)     |
| Activités financières et d'assurance                                                                      | 3       | 3,5 %   | (3,6 %)     |
| Activités immobilières                                                                                    | 2       | 2,3 %   | (6,7 %)     |
| Activités spécialisées, scientifiques et techniques et activités de services administratifs et de soutien | 16      | 18,6 %  | (15 %)      |
| Administration publique, enseignement, santé humaine et action sociale                                    | 9       | 10,5 %  | (12,8 %)    |
| Autres activités de services                                                                              | 10      | 11,6 %  | (10,1 %)    |

Le secteur du commerce de gros et de détail, des transports, de l'hébergement et de la restauration est prépondérant sur la commune puisqu'il représente 25,6 % du nombre total d'établissements de la commune (22 sur les 86 entreprises implantées à Antonne-et-Trigonant), contre 28,2 % au niveau départemental.

#### Entreprises et commerces
L'entreprise ayant son siège social sur le territoire communal qui a généré le plus de chiffre d'affaires en 2022 est : SAS Couture, activités des marchands de biens immobiliers (62 k€).
En avril 1974, un établissement d'accueil de 60 places en Centre d'aide par le travail (CAT) et un centre d'hébergement de 30 places, pour personnes en situation de handicap, ont été inaugurés. En octobre 2014 a eu lieu une journée pour l'anniversaire des 50 ans. Les noms ont évolué devenant Établissement et service d'accompagnement par le travail (ESAT) Òsea et le Foyer d'hébergement des Résidences de l'Isle. Ce sont les deux établissements historiques de l'Apei Périgueux (Association de parents et amis de personnes en situation de handicap) qui fédère treize établissements situés en Dordogne avec une capacité d'encadrement de 228 travailleurs à l'année.
Sur le territoire communal, en forêt de Lanmary, un établissement de camping Huttopia de près de 200 emplacements (cabanes et tentes) est ouvert depuis 2014.

### Agriculture
La commune est dans le « Périgord Blanc », une petite région agricole dans le département de la Dordogne. En 2020, l'orientation technico-économique de l'agriculture  sur la commune est l'élevage d'équidés et/ou d' autres herbivores. 
|               | 1988 | 2000 | 2010 | 2020 |
| ------------- | ---- | ---- | ---- | ---- |
| Exploitations | 24   | 18   | 14   | 15   |
| SAU (ha)      | 522  | 341  | 452  | 284  |

Le nombre d'exploitations agricoles en activité et ayant leur siège dans la commune est passé de 24 lors du recensement agricole de 1988  à 18 en 2000 puis à 14 en 2010 et enfin à 15 en 2020, soit une baisse de 37 % en 32 ans. Le même mouvement est observé à l'échelle du département qui a perdu pendant cette période 60 % de ses exploitations (passant de 15 825 à 6 328),. La surface agricole utilisée sur la commune a également diminué, passant de 522 ha en 1988 à 284 ha en 2020. Parallèlement la surface agricole utilisée moyenne par exploitation a baissé, passant de 22 à 19 ha.

## Culture locale et patrimoine

### Lieux et monuments
- Église Saint Martin
- Château de Trigonant, XVe et XVIe siècles, inscrit aux monuments historiques[87], propriété privée

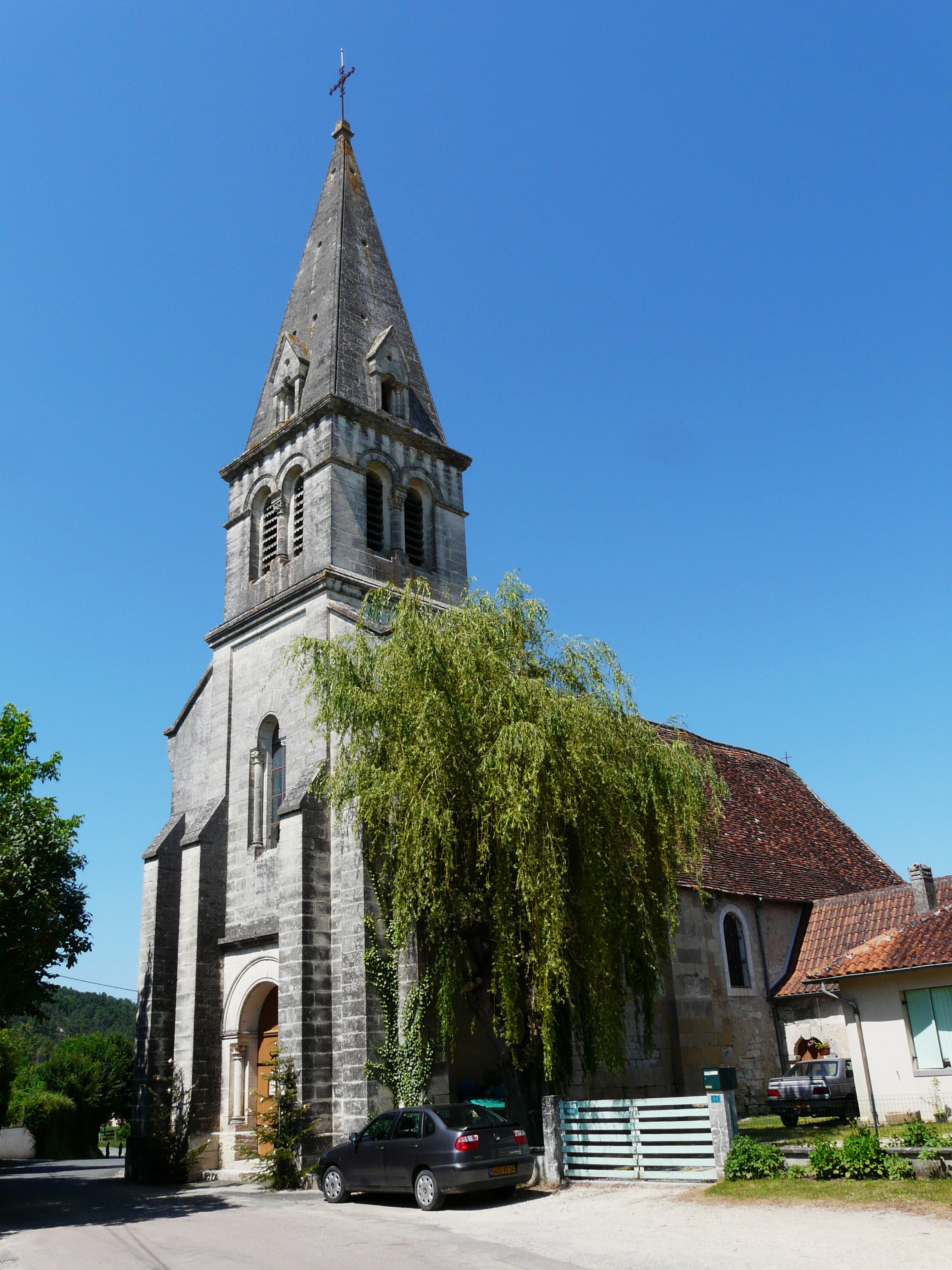
L'église Saint Martin.
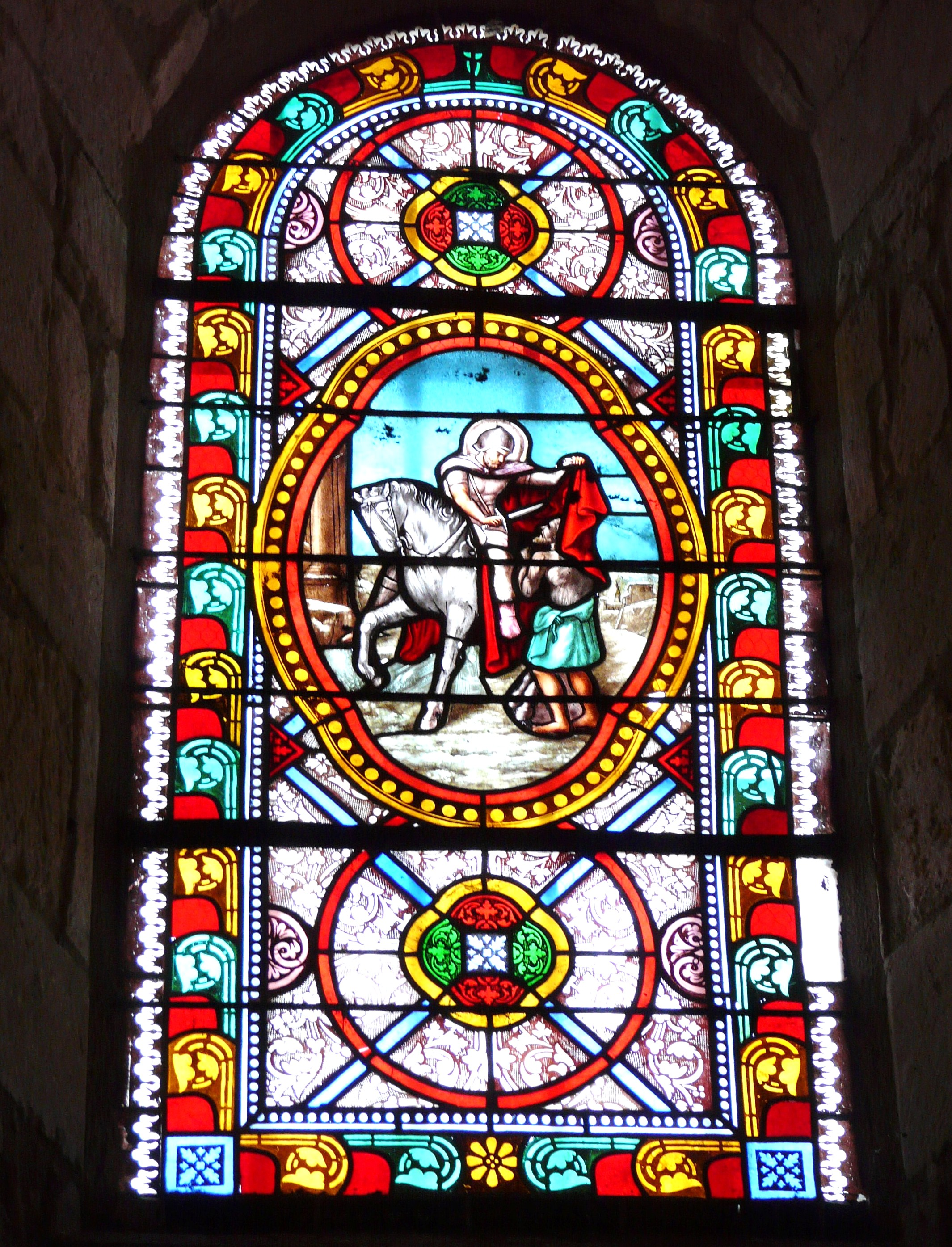
Vitrail représentant Saint Martin.
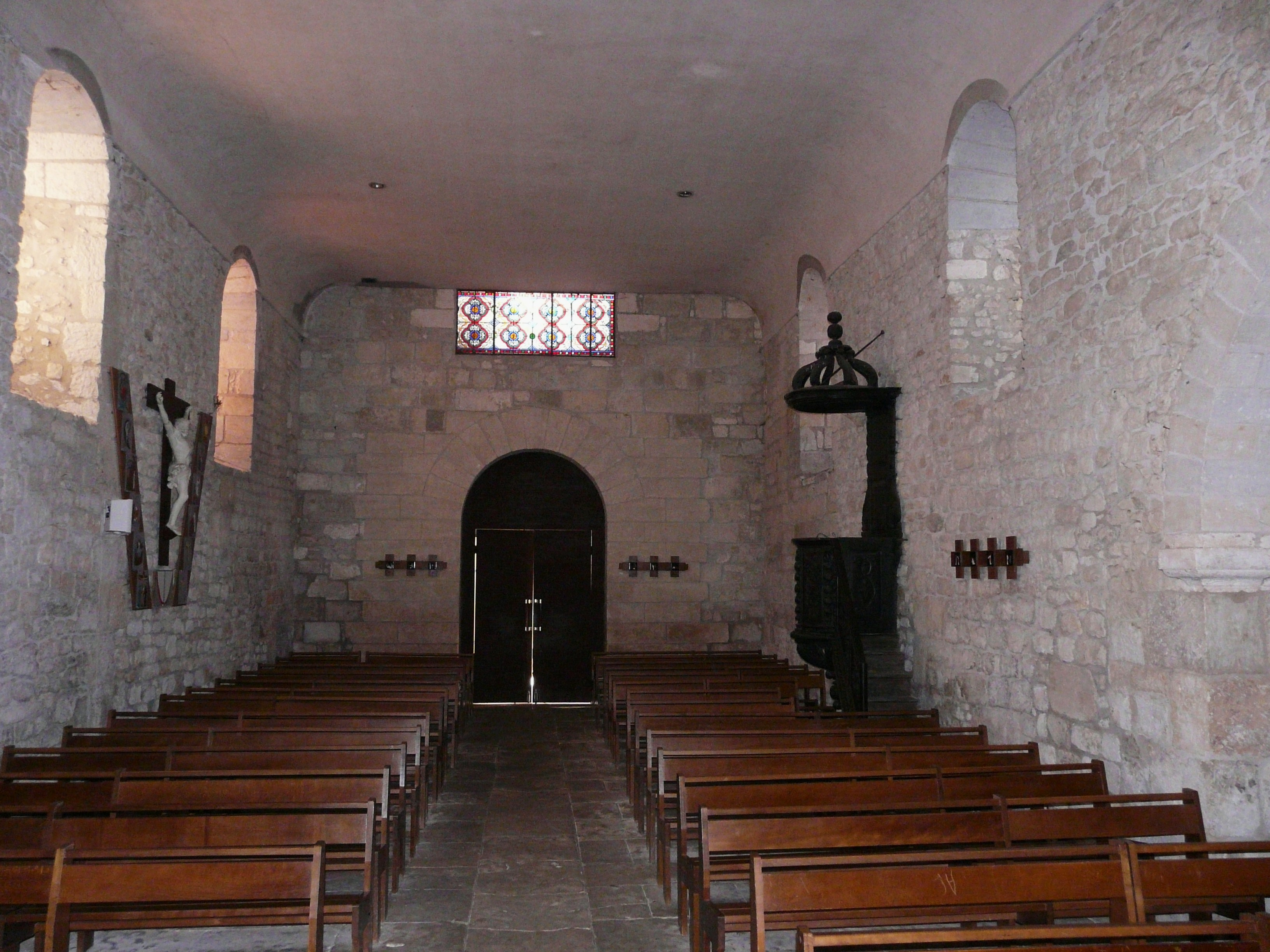
La nef, la chaire et le portail de l'église.
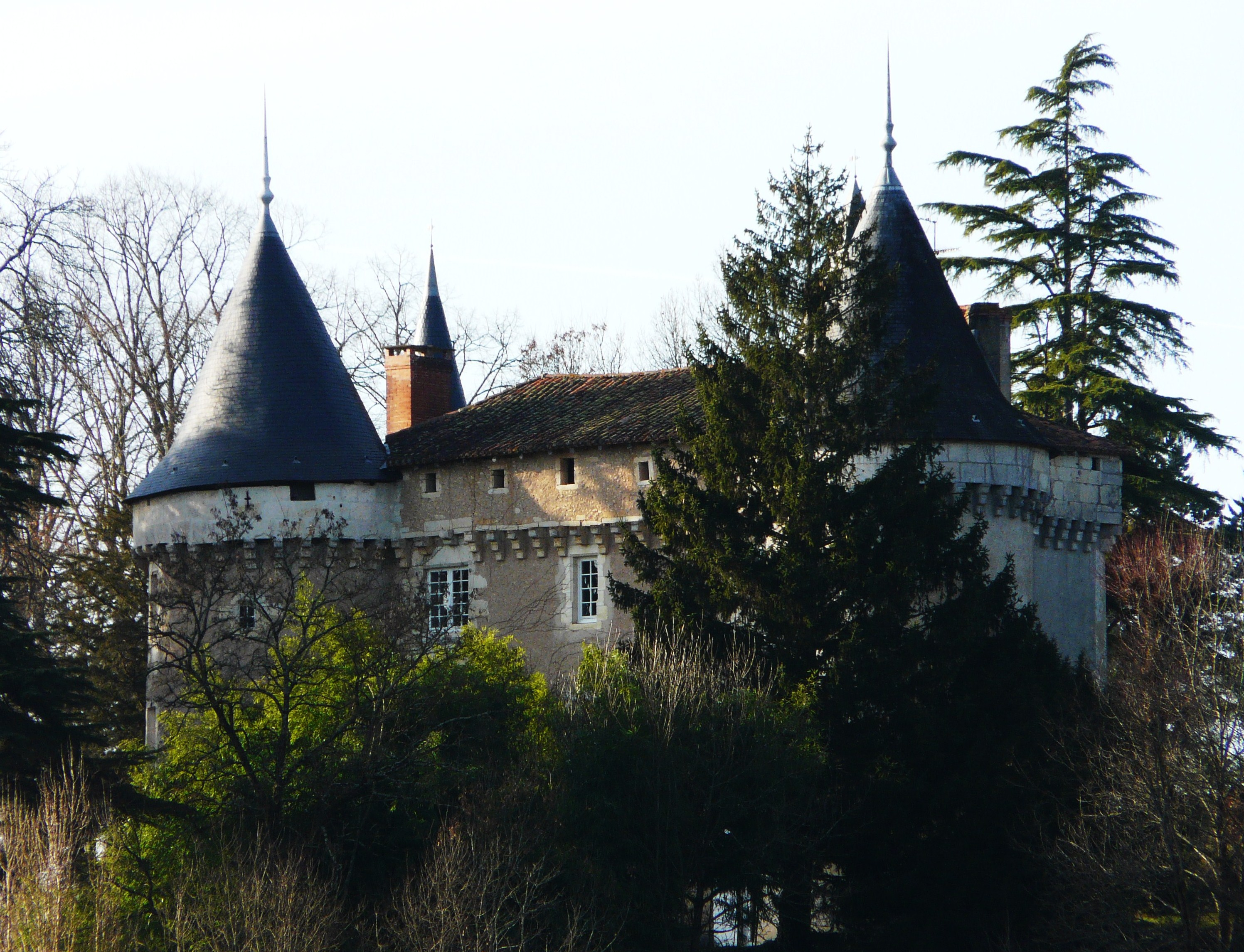
Le château de Trigonant.

- Château des Bories, XVe et XVIe siècles, classé monument historique[88], propriété privée, visitable en juillet/août
- Pigeonnier des Bories
- Château de Lanmary, XVe et XVIIIe siècles, aujourd'hui centre de convalescence et de réadaptation fonctionnelle
- Maison forte du Pot, XVe siècle, propriété privée

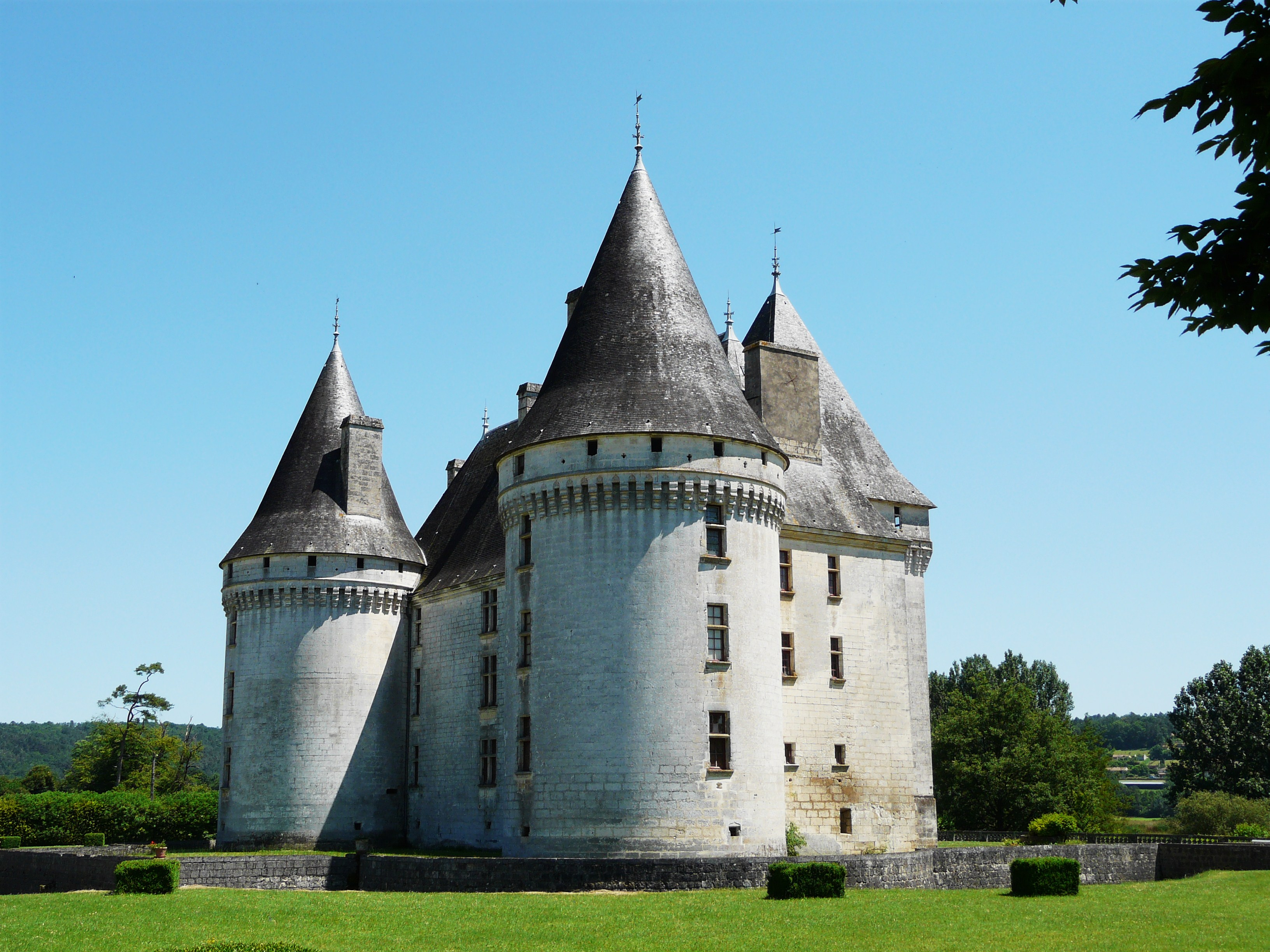
Le château des Bories.
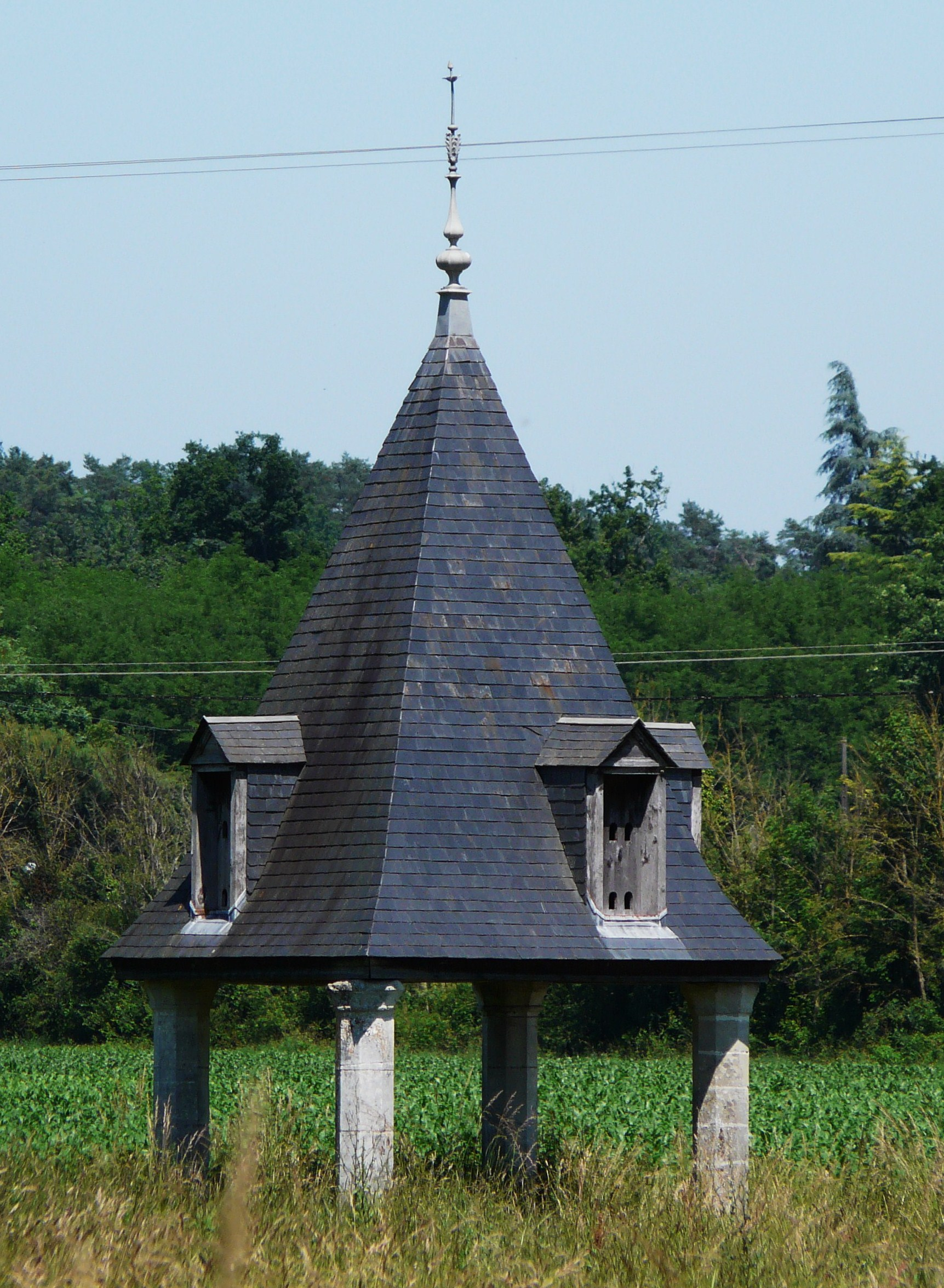
Le pigeonnier des Bories.
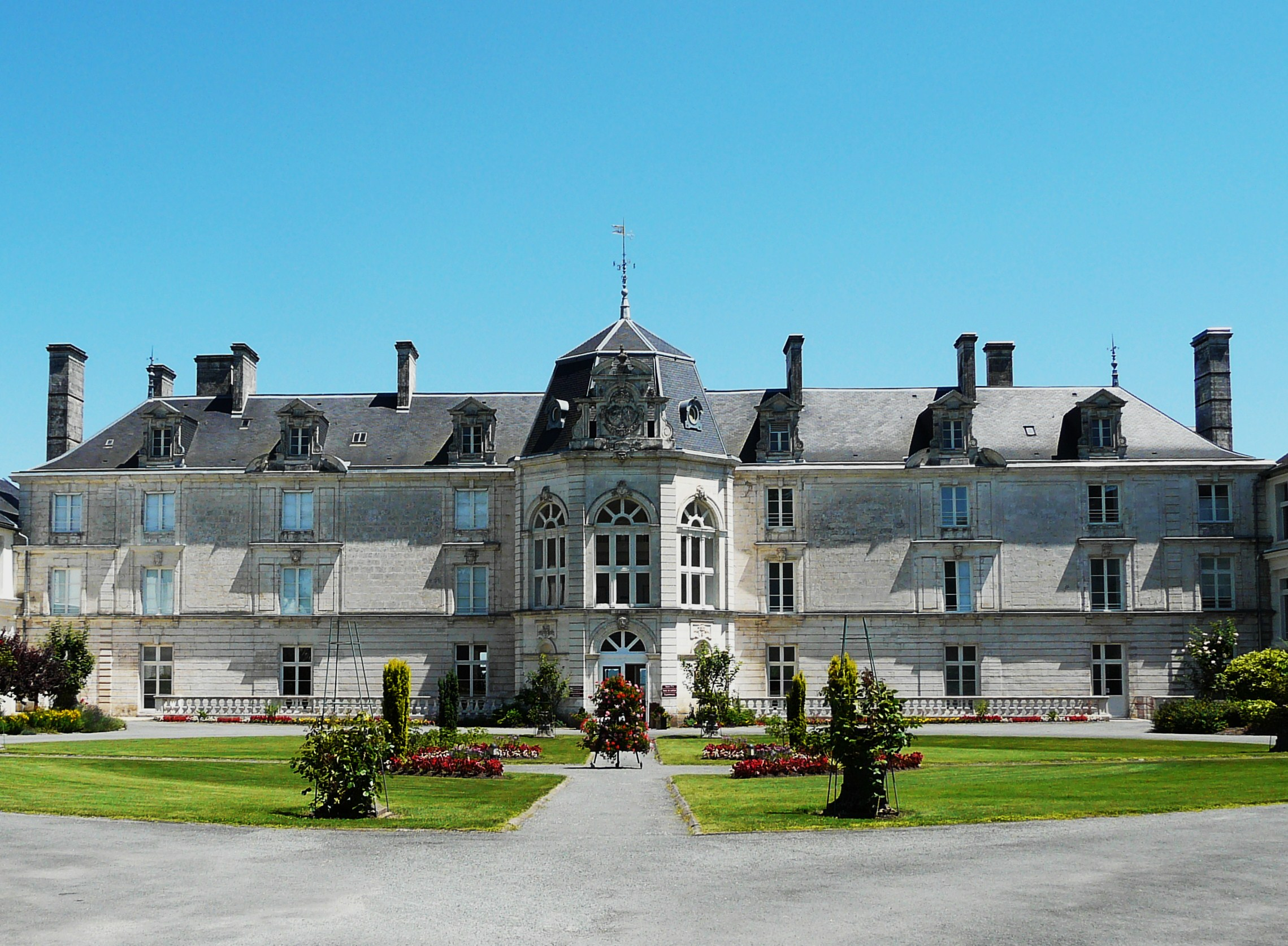
Le château de Lanmary.
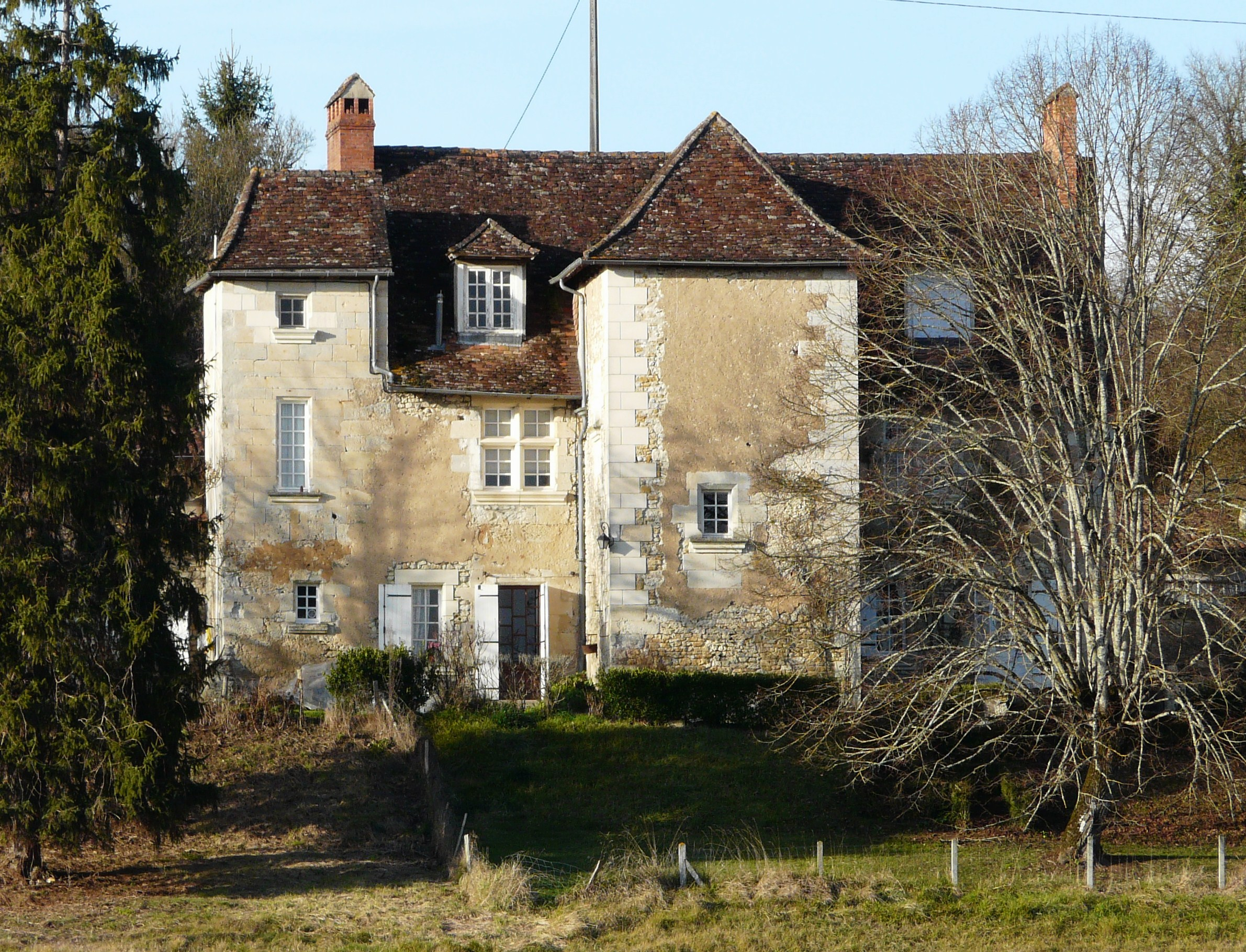
La maison forte du Pot.
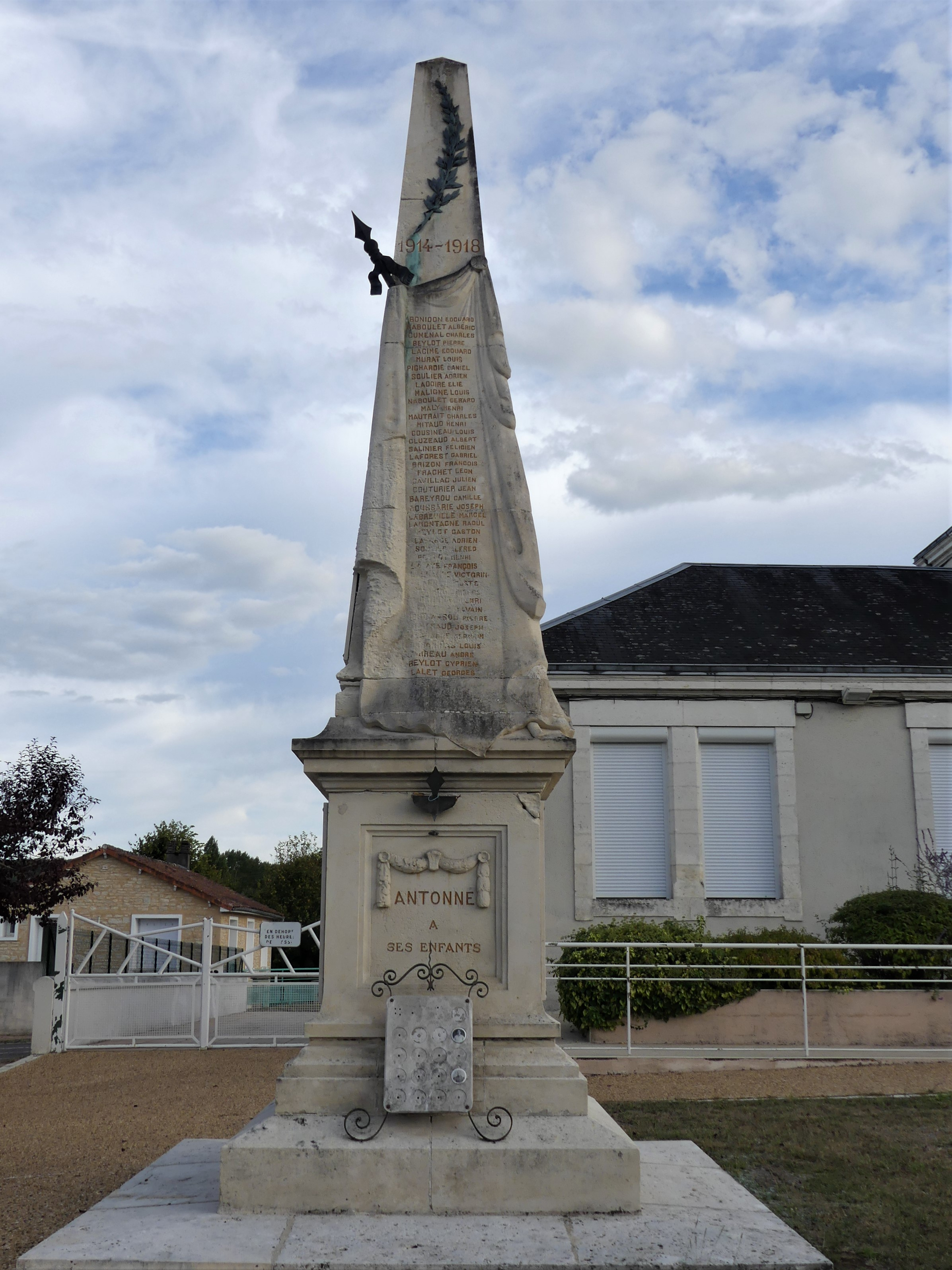
Le monument aux morts.

### Personnalités liées à la commune
- Antoine-Astier Albéric de Saint-Astier (vers 1811-1891), propriétaire du château des Bories, fit don de sa collection de tableaux à la ville de Périgueux[89].

## Vie locale
- Visite du château des Bories
- Baignades, nautisme
- Passage du GR 36 et du GR 646
- Chasse, pêche
- Salon du livre : dernier dimanche de septembre

## Pour approfondir